# Microhyla palmipes
Microhyla palmipes es una especie  de anfibios de la familia Microhylidae.

## Distribución geográfica
Se encuentra en las islas de Sumatra, Nias, Java y Bali (Indonesia).